# San Pietro Apostolo
San Pietro Apostolo es un municipio sito en el territorio de la provincia de Catanzaro, en Calabria (Italia).

## Demografía
| Gráfica de evolución demográfica de San Pietro Apostolo entre 1861 y 2001 |
|                                                                           |
| Fuente ISTAT - elaboración gráfica a cargo de Wikipedia                   |